# سینمای اسلوونی

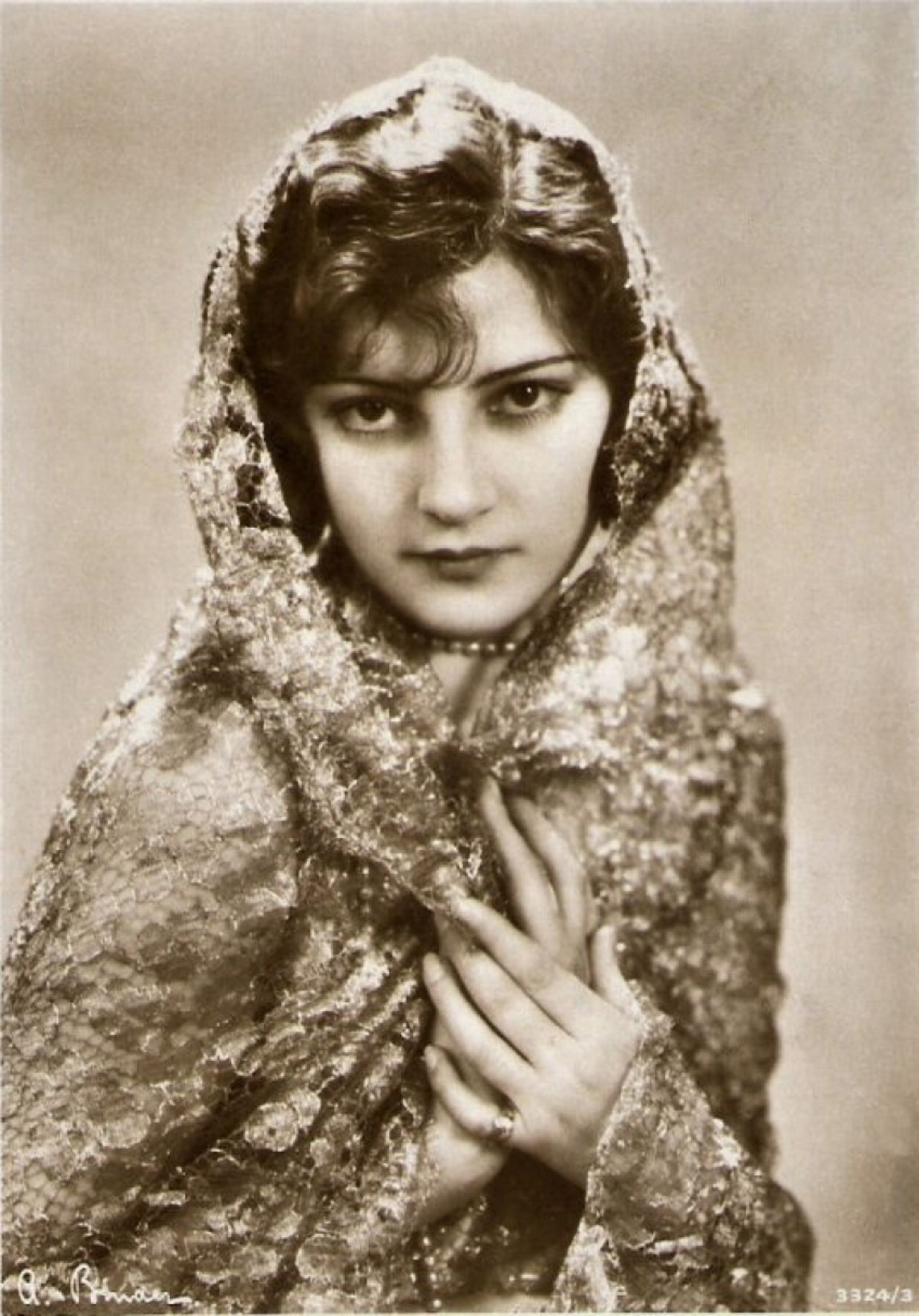
ایتا رینا مطرح‌ترین بازیگر تاریخ سینمای اسلوونی

سینمای اسلوونی به صنعت فیلم‌سازی، بدنه سینمایی و تاریخ سینمای این سرزمین اشاره دارد. اسلوونی نظیر کرواسی زیر سلطهٔ امپراتوری عثمانی نرفت ولی قدرت‌های منطقه به ویژه امپراتوری اتریش-مجارستان قرن‌ها بر این قسمت حاکمیت داشتند. پس از جنگ جهانی دوم این کشور تا سال ۱۹۹۱ جزئی از کشور یوگسلاوی بود و پس از آن تاریخ مستقل گردید. اسلوونی شمالی‌ترین بخش جمهوری فدراتیو یوگسلاوی سابق بوده‌است. از این رو تاریخ سینمای این کشور به دوره قبل و بعد از تشکیل کشور مستقل اسلوونی اشاره دارد.

## پیشینه
کارول گروسمان پیشگام سینمای اسلوونی شناخته می‌شود. او که در شهر یووتومر وکیل دعاوی بود در سال ۱۹۰۵ اولین فیلم تاریخ سینمای اسلوونی را تولید کرد. این فیلم کوتاه که در شهر یووتومر ساخته شده بود؛ هم‌اکنون در موزه شهرداری این شهر محفوظ است. نام این اثر خروج جرم از یووتومر است. گروسمان ۲ فیلم دیگر عشق لووتومر (۱۹۰۵) و باغ خانوادگی (۱۹۰۶) در کارنامه فیلم‌سازی‌اش دارد.
جانکو راونیک با فیلم سیاه و سفید و صامت در پادشاهی گلد هورن (۱۹۲۸) اولین فیلم بلند درام تاریخ سینمای اسلوونی را کارگردانی کرد. ۲۰ سال بعد، فرانس استیگلیچ با فیلم در سرزمین خودمان (۱۹۴۸) اولین فیلم بلند ناطق را ساخت. این فیلم در سومین دوره جشنواره فیلم کن در سال ۱۳۴۹ پذیرفته شد.
در دهه ۲۰ و ۳۰ ایتا رینا بازیگر و ملکه زیبایی اسلوونی به سینمای آلمان و چکسلواکی راه پیدا کرد و برای سال‌ها ستاره فیلم‌های صامت بود. از دهه ۵۰ تا دهه ۸۰ دمتر بیتنس با فیلم‌های پل، صلیب آهنین و دوئل در غروب آفتاب و میها بالوه با فیلم در میان کرکسها از بازیگران بین‌المللی سینمای اسلوونی شناخته می‌شدند.
اتفاق مهم برای سینمای اسلوونی حضور فیلم دیگری از فرانس استیگلیچ به نام دایره نهم (۱۹۶۰) به عنوان نماینده سینمای یوگسلاوی در سی و سومین دوره جوایز اسکار بود. دایره نهم در بین ۵ نامزد دریافت جایزه اسکار بهترین فیلم بین‌المللی قرار گرفت و به نوعی جهانی شدن سینمای اسلوونی انجام گرفت.

## سینمای حال حاضر
از زمان استقلال اسلوونی و حتی پیش از آن تولید مشترک سینمایی در این سرزمین سابقه داشت. با این همه مهم‌ترین اثر تولید مشترک این کشور سرزمین هیچ‌کس (۲۰۰۱) است. این فیلم به کارگردانی دانیس تانویچ و بازی برانکو جوریچ در نقش اصلی، بهترین فیلم خارجی گلدن گلوب ۲۰۰۲ و نامزد بهترین فیلم خارجی اسکار ۲۰۰۲ بوده‌است.

## فیلم‌هایی که تمام یا قسمت‌هایی از آن در اسلوونی فیلمبرداری شدند
- آخرین مرتدان (۱۹۶۴)
- صلیب آهنین (۱۹۷۷)
- زره خدا (۱۹۸۶)
- کاپیتان آمریکا (۱۹۹۰)
- روزنکرانتز و گیلدنسترن مرده‌اند (۱۹۹۰)
- سرگذشت نارنیا: شاهزاده کاسپین (۲۰۰۸)
- فصل جادوگری (۲۰۱۱)
- بعد به کجا حمله کنیم (۲۰۱۵)

## جشنواره فیلم لیوبلیانا[۱۲]
سینمای اسلوونی یک جشنواره فیلم مهم برگزار می‌کند. جشنواره بین‌المللی فیلم لیوبلیانا (Ljubljana International Film Festival) یا LIFFe در سال ۱۹۹۰ تأسیس شد و هر ساله در ماه نوامبر در لیوبلیانا، برگزار می‌شود.
به جز نمایش فیلم‌های اسلوونیایی، بخش مرور سینمای بزرگان فیلم، اکران فیلم‌های مستقل، یک مسابقه فیلم کوتاه نیز در این رویداد سینمایی برگزار می‌شود. عمده تمرکز این جشنواره سینمایی بر آثار کارگردان‌های فیلم اولی است. از سال ۲۰۰۷ تاکنون ۴ جایزه اصلی بدین شرح اعطا می‌شود: جایزه Kingfisher به بهترین فیلم اول یا دوم توسط کارگردانان آینده‌دار. جایزه حلقه طلایی (جایزه مخاطب) برای بهترین فیلم که توسط مخاطبان و تماشاگران رأی داده شده‌است. جایزه فیپرشی که توسط هیئت داوران منتقد فیلم بین‌المللی اعطا می‌شود. جایزه عفو بین‌الملل اسلوونی برای بهترین فیلم که به موضوعی مربوط به مسائل حقوق بشر می‌پردازد.